# 枚方市立枚方中学校
枚方市立枚方中学校（ひらかたしりつ ひらかたちゅうがっこう）は、大阪府枚方市西田宮町にある公立中学校。
枚方市から2006年度枚方市小中一貫英語教育研究指定校の委嘱を受けており、近隣の小学校と緊密な連携を取りながら、英語教育をしている。

## 沿革
- 1970年4月 - 枚方市立第四中学校より分離開校

## 通学区域
- 枚方市立枚方小学校、枚方市立枚方第二小学校の通学区域全域。

## 出身有名人
- 川崎麻世
- 小笠原茉由(元AKB48、元NMB48)
- yasu(Acid Black Cherry、Janne Da Arc)
- ka-yu(Janne Da Arc)
- you(Janne Da Arc)
- 森本麻里子（陸上選手）[1]

## 交通
- 京阪本線 枚方公園駅 南東へ約1.2km。
- 京阪本線 枚方市駅 南へ約1.2km。